# It's Alright (chanson d'East 17)
Pour les articles homonymes, voir It's Alright.
Singles de East 17
West End Girls
(1993) Around the World
(1994)
It's Alright est une chanson du boys band britannique East 17 sortie en single en novembre 1993. Elle est extraite du premier album du groupe, Walthamstow.
Le single s'est classé en tête des ventes dans plusieurs pays (Australie, Suisse, Irlande, France).
La chanteuse Kim Wilde a repris la chanson en 2011.

## Liste des titres
- CD single / 45 tours
  1. It's Alright (the guvnor mix) — 4:43
  2. It's Alright (the ballad mix) — 5:18

- CD maxi
  1. It's Alright (the guvnor mix) — 4:43
  2. It's Alright (the ballad mix) — 5:18
  3. It's Alright (diss-cuss mix) — 6:53
  4. It's Alright (diss-cuss dub) — 7:02
  5. It's Alright (uncles Bob's all strung out mix) — 7:08

- Maxi 45 tours
  1. It's Alright (the guvnor mix)
  2. It's Alright (diss-buss mix)
  3. It's Alright (uncle Bob's all strung out mix)

- CD maxi - Remixes
  1. It's Alright (uncle Bob's all strung out mix) — 7:10
  2. It's Alright (big boss mix) — 3:42
  3. It's Alright (swing mix) — 3:53
  4. It's Alright (biffCo mix) — 8:59

## Classements hebdomadaires
| Classement (1993/1994)                 | Meilleure position |
| -------------------------------------- | ------------------ |
| Allemagne (GfK Entertainment)          | 2                  |
| Australie (ARIA)                       | 1                  |
| Autriche (Ö3 Austria Top 40)           | 5                  |
| Belgique (Flandre Ultratop 50 Singles) | 6                  |
| Europe (Eurochart Hot 100)             | 4                  |
| France (SNEP)                          | 1                  |
| Irlande (IRMA)                         | 1                  |
| Norvège (VG-lista)                     | 8                  |
| Pays-Bas (Single Top 100)              | 4                  |
| Royaume-Uni (UK Singles Chart)         | 3                  |
| Suède (Sverigetopplistan)              | 26                 |
| Suisse (Schweizer Hitparade)           | 1                  |

## Certifications
| Pays              | Certifications | Unités certifiées |
| ----------------- | -------------- | ----------------- |
| Allemagne (BVMI)  | Platine        | 500 000           |
| France (SNEP)     | Or             | 250 000           |
| Royaume-Uni (BPI) | Argent         | 200 000           |